# Ferdinand Eichler
Ferdinand Eichler (* 18. Oktober 1863 in Schallan bei Teplitz, Böhmen; † 14. April 1945 in Knittelfeld, Steiermark) war ein österreichischer Bibliothekar und Bibliothekswissenschaftler.

## Leben
Eichler studierte in Wien, Graz, Berlin und Heidelberg Klassische Philologie und Germanistik. Er promovierte an der Universität Graz. 1888 bis 1889 war er Volontär an der Steiermärkischen Landesbibliothek in Graz. Anschließend bekam er eine Anstellung an der Universitätsbibliothek Graz, deren Direktor er als Nachfolger von Johannes Peisker von 1919 bis zu seiner Pensionierung 1924 war. 1921 habilitierte er sich in Bibliothekswissenschaft. Für dieses Fach wurde er noch im selben Jahr Dozent und später außerordentlicher Professor. Er gilt als der Begründer der Bibliothekswissenschaft in Österreich.
Im Jahr 1943 erhielt er die Goethe-Medaille für Kunst und Wissenschaft.

## Schriften (Auswahl)
- Untersuchungen über das Nachleben des Hans Sachs vom 16. Jahrhundert bis auf Goethe und Wieland. Dissertation, Universität Graz 1888 (handschriftlich).
- Bibliothekstechnisches. In: Zentralblatt für Bibliothekswesen, Bd. 11 (1894), S. 308–318 (online).
- Begriff und Aufgabe der Bibliothekswissenschaft. 1896
- Bibliothekspolitik am Ausgang des 19. Jahrhunderts. 1897
- Das Nachleben des Hans Sachs vom 16. bis 19. Jahrhundert. 1904
- Die deutsche Bibel des Erasmus Stratter. 1908
- Aus einer österreichischen Bibliothek. Graz 1909
- Bibliothekswissenschaft als Wertwissenschaft, Bibliothekspolitik als Wertpolitik. 1923.
- Kupferstecher des 17. und 18. Jahrhunderts im Dienste der Widmanstetterschen Druckerei in Graz. In Zentralblatt für Bibliothekswesen, 57 (1940), S. 322–332.